# Yorkshire và Humber
Yorkshire và Humber là một trong chín vùng chính thức của Anh nhằm mục đích thống kê. Vùng bao gồm hầu hết Yorkshire (South Yorkshire, West Yorkshire, East Riding of Yorkshire bao gồm Hull, hạt North Yorkshire và thành phố York), North Lincolnshire và North East Lincolnshire. Vùng không bao gồm Middlesbrough và Redcar and Cleveland (chúng thuộc hạt nghi lễ North Yorkshire trong không thuộc hạt hành chính). Dân số vùng vào năm 2011 là 5.284.000.
Các uỷ ban cấp vùng bao gồm cả của Yorkshire và Humber ngưng tồn tại vào năm 2010; chúng chưa được tái lập. Đỉnh cao nhất trong vùng là Whernside, thuộc Yorkshire Dales, với 737 m. Yorkshire và Humber có bảy thành phố: Bradford, Kingston upon Hull, Leeds, Ripon, Sheffield, Wakefield và York. Các thị trấn lớn là Barnsley, Doncaster, Grimsby, Halifax, Huddersfield và Scunthorpe. Leeds là trung tâm dân cư lớn nhất và là bộ phận lớn nhất của một vùng đô thị có 1,5 triệu dân, hiện thành phố là một trung tâm tài chính hàng đầu tại Anh Quốc. Sheffield là trung tâm dân cư lớn thứ nhì và là một trung tâm sản xuất quy mô lớn.
Vùng gồm có các đơn vị sau đây:
| Bản đồ                     | Hạt nghi lễ                      | Hạt hành chính/ nhất thể                                                                      | Huyện                                                 |
| -------------------------- | -------------------------------- | --------------------------------------------------------------------------------------------- | ----------------------------------------------------- |
|                            | 1. South Yorkshire *             | 1. South Yorkshire *                                                                          | a) Sheffield, b) Rotherham, c) Barnsley, d) Doncaster |
| 2. West Yorkshire *        | 2. West Yorkshire *              | a) Wakefield, b) Kirklees, c) Calderdale, d) Bradford, e) Leeds                               |                                                       |
| North Yorkshire (một phần) | 3. North Yorkshire †             | a) Selby, b) Harrogate, c) Craven, d) Richmondshire, e) Hambleton, f) Ryedale, g) Scarborough |                                                       |
| North Yorkshire (một phần) | 4. York U.A.                     |                                                                                               |                                                       |
| East Riding of Yorkshire   | 5. East Riding of Yorkshire U.A. | 5. East Riding of Yorkshire U.A.                                                              |                                                       |
| East Riding of Yorkshire   | 6. Kingston upon Hull U.A.       |                                                                                               |                                                       |
| Lincolnshire (một phần)    | 7. North Lincolnshire U.A.       | 7. North Lincolnshire U.A.                                                                    |                                                       |
| Lincolnshire (một phần)    | 8. North East Lincolnshire U.A.  |                                                                                               |                                                       |